# Мирјана Митровић
Мирјана Митровић (Пожаревац, 14. јануар 1961) српска је књижевница и новинар.

## Биографија
Мирјана Митровић рођена је у Пожаревцу 14. јануара 1961. године. Завршила је енглески језик и књижевност на Филолошком факултету Београдског универзитета. До сада је написала шест књига. Члан је Српског књижевног друштва.

## Награде
- "Бранко Ћопић" за роман Емилија Лета,2006.
- "Биљана Јовановић" Српског књижевног друштва за роман "Хелена или о немиру",2017.[2]

## Дела
- Аутопортрет с Миленом, 1990.[3]
- Свето стадо, 1999.
- Мама и Тата полазе у школу, 2000.
- Емилија Лета, 2006.
- Месечари из Маргума, 2009.[4]
- Хелена или о немиру, 2017.